# Лудолф III фон Щайнфурт
Лудолф III фон Щайнфурт (на немски: Ludolf III (IV) von Steinfurt; на латински: Ludolfus de Steinforde; † сл. 1245 /сл. 1265) е през 13 век господар на Щайнфурт.

## Произход
Той е третият син на Лудолф II фон Щайнфурт († ок. 1242) и внук на Рудолф II фон Щайнфурт († ок. 1194). Брат е на Йохан (fl 1233), Балдуин I господар на Щайнфурт († ок. 1237), Бернхард (fl 1227), Фридрих (fl 1227) и Рудолф (fl 1228). Роднина е на Удо († 1141), епископ на Оснабрюк (1137 – 1141).

## Фамилия
Лудолф III се жени за Елизабет фон Бентхайм († сл. 1 юни 1270), дъщеря на граф Балдуин фон Бентхайм († ок.1248), бургграф на Утрехт, регент на Холанд, и съпругата му Юта фон Ритберг († 1248). Те имат децата:
- Лудолф IV фон Щайнфурт († 10 април/12 август 1276), шериф на Клархолц, женен за Юта фон Хоя († сл. 1286)
- Балдуин II фон Щайнфурт († сл. 20 август 1299/или 12 май-31 декември 1317), господар на Щайнфурт, стюард на Боргхорст, женен за Елизабет фон Липе († 1315/1316)
- Ото († сл. 2 април 1280), каноник в Мюнстер
- Йохан († сл. 1233/1281), баща на Лудолф V фон Щайнфурт, господар на Ибург († сл. 1293)
- Алайдис († сл. 1270), омъжена сл. 1244 г. за Ото III фон Викрат († сл. 1258)
- София († сл. 1292), омъжена пр. 1258 г. за Хайнрих фон Викрат († 25 април 1281), брат на Ото III